# Borest
Borest település Franciaországban, Oise megyében. Lakosainak száma 356 fő (2022. január 1.). Borest Barbery, Baron, Fontaine-Chaalis, Montépilloy és Mont-l’Évêque községekkel határos.

## Népesség
A település népességének változása:
| Lakosok száma | 329  | 326  | 349  | 334  | 338  | 338  | 340  | 344  | 356  |
|               | 2013 | 2015 | 2016 | 2017 | 2018 | 2019 | 2020 | 2021 | 2022 |